# كاثي فلوريس
كاثي فلوريس (بالإنجليزية: Kathy Flores)‏ هي لاعبة اتحاد الرغبي أمريكية، ولدت في 7 فبراير 1955 في فيلادلفيا في الولايات المتحدة.